# Националсоциалистическо движение (САЩ)
Националсоциалистическото движение (на английски: National Socialist Movement) е политическа партия в САЩ с националсоциалистическа идеология. Неин председател е Бърт Колучи.

## История
Партията е основана през 1974 година със съдействието на Джордж Линкълн Рокуел.